# Tron RUN/r
Tron RUN/r是一款由Sanzaru Games开发，Disney Interactive Studios出版的一款跑酷电子游戏，作为Tron系列的一部分。2016年2月16日在PlayStation 4、Xbox One以及Windows平台上发布。它在2015年遊戲大獎上宣布，在那里它被描述为一个“动作街机”游戏。